# Inger (Minnesota)
Pour les articles homonymes, voir Inger.
Inger est une census-designated place située dans le comté d'Itasca, dans l’État du Minnesota, aux États-Unis. Lors du recensement de 2020, elle comptait 200 habitants.